# Jordi Amat
Jordi Amat Maas (Canet de Mar, Spanyolország, 1992. március 21. –) spanyol születésű indonéz válogatott labdarúgó, aki jelenleg a malajziai Johor Darul Ta’zim játékosa, hátvéd.

## Pályafutása

### Espanyol
Amat hétéves korában csatlakozott az Espanyol ifiakadémiájához. 2009-ben bekerült a harmadosztályban szereplő B csapatba. 2010. január 24-én, két hónappal a 18. születésnapja előtt bemutatkozhatott az első csapatban, csereként beállva egy RCD Mallorca elleni bajnokin. A 2012-13-as szezonra kölcsönadták a Rayo Vallecanónak. 2013. február 24-én megszerezte első gólját, egy Real Valladolid elleni meccsen és egy öngólt is vétett.

### Swansea City
2013. június 27-én 2,5 millió fontért leigazolta a Swansea City, négy évre szóló szerződést kötve vele. Augusztus 1-jén, egy Malmö FF elleni Európa-liga-meccsen mutatkozott be, végigjátszva a találkozót. 2015. március 11-én 2018-ig meghosszabbította a szerződését a csapattal.

## Külső hivatkozások
- Jordi Amat pályafutásának statisztikái a Soccerbase oldalon (angolul)